# Müntschemier
Müntschemier är en ort och kommun i distriktet Seeland i kantonen Bern, Schweiz. Kommunen har 1 624 invånare (2023).